# Эштрейту-да-Кальета
Эштрейту-да-Кальета (порт. Estreito da Calheta) — район (фрегезия) в Португалии, входит в округ Мадейра. Расположен на острове Мадейра. Является составной частью муниципалитета Кальета. Население составляет 1630 человек на 2001 год. Занимает площадь 13,40 км².